# Julius Sckell

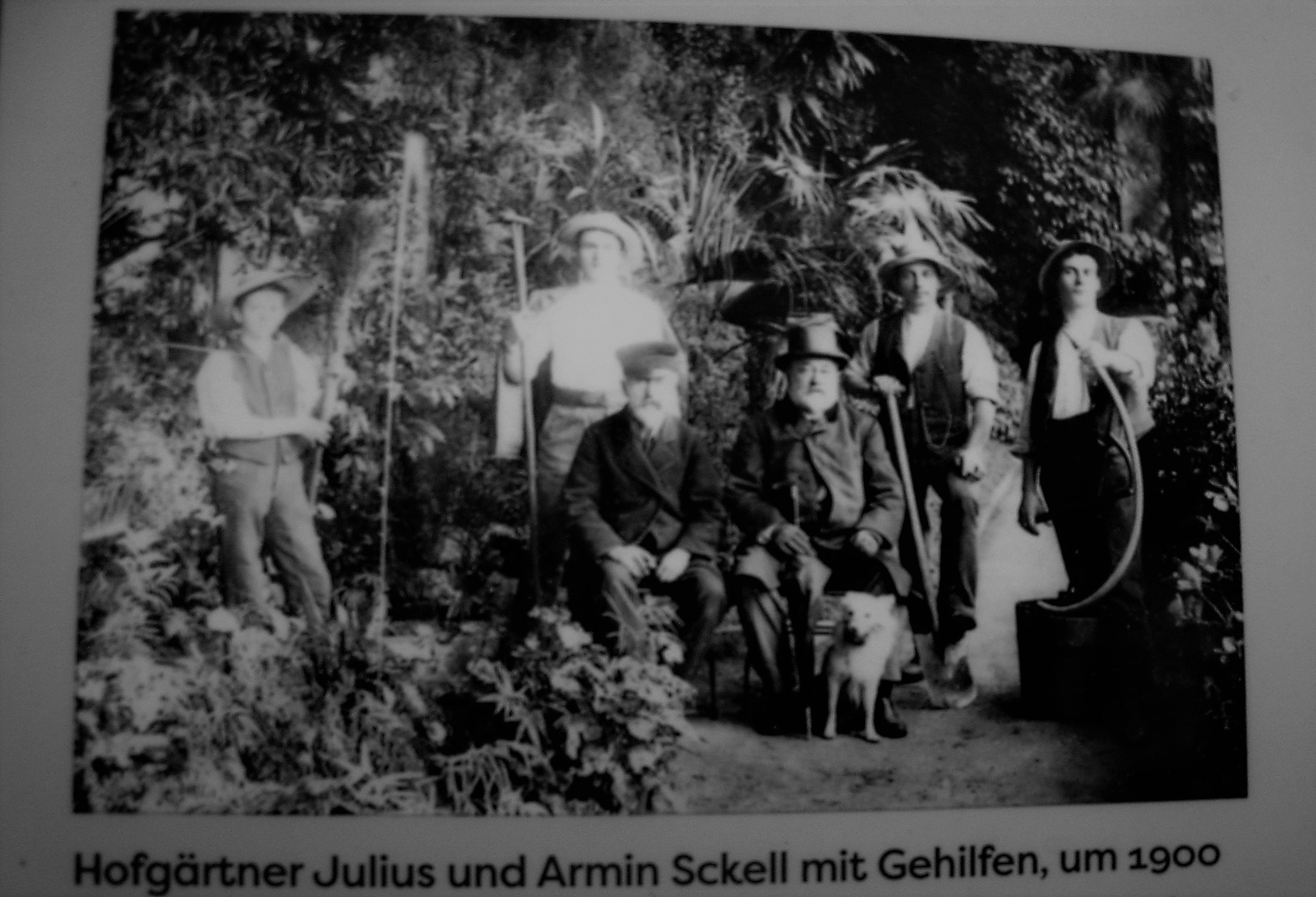
Julius und Armin Sckell und Mitarbeiter

Julius (Otto Franz Christian) Sckell [nach Lohmeyer: Julius (Otto Franz Friedrich) Sckell] (* 30. Januar 1829 in Eisenach; † 14. Juni 1915 in Weimar) war ein Großherzoglich Sächsischer Hofgärtner und später Garteninspektor im Belvedere bei Weimar.

## Leben und Werk
Julius Sckell entstammt der berühmten Gärtner-Dynastie Sckell. Er war ein Enkel von Johann Christian Sckell und der erste Sohn von Gottlieb Ludwig Eduard Sckell. Sein Bruder war Armin Sckell.
Nach einer Ausbildung zum Gärtner begab sich Julius Sckell zunächst auf mehrere Fortbildungsreisen und durchlief verschiedene Anstellungen in Deutschland, Belgien, England sowie Paris.
Im Jahr 1855 erhielt er eine Stelle in der Hofgärtnerei Weimar unter seinem Vater. 1857 wurde er zum Gartenkondukteur auf Schloss Ettersburg ernannt, wo er, zusammen mit dem dortigen Hofgärtner Julius Hartwig, die von Eduard Petzold begonnenen Gestaltungsarbeiten nach dessen Weggang aus Weimar 1851 weiterführte. Vom „Russischen Garten“ in Belvedere wurde nach 1850 eine Federzeichnung des Planes von ihm angefertigt. Diese befindet sich in der Herzogin-Anna-Amalia-Bibliothek.
Ab 1873 wurde er als Hofgärtner des Weimarer Belvedere berufen, 1900 stieg er zum dortigen Garteninspektor auf.
Julius Sckell verfasste zwei gärtnerische Fachbücher über die Pflanzenvermehrung bzw. das Baumschulwesen. Er war außerdem Mitglied des „Vereines deutscher Gartenkünstler“ (VdG).